# Jamal Boykin
Jamal Thomas Boykin, né le 27 avril 1987 à Los Angeles en Californie, est un joueur américain de basket-ball.